# Cristián de la Fuente
Cristián de la Fuente Sabarots (ur. 10 marca 1974 w Santiago) – chilijski aktor telewizyjny i filmowy.

## Życiorys

### Wczesne lata
Urodził się w Santiago jako jedyny syn chemika Hugo de la Fuente (zm. 1996) i gospodyni domowej Adriany. Studiował inżynierię na Uniwersytecie Katolickim (Pontificia Universidad Católica de Chile) w Santiago. W roku 1996 otrzymał licencję pilota jako oficer rezerwy chilijskich sił powietrznych.

### Kariera
Został odkryty przez łowcę talentów i rozpoczął swoją pracę w realizowanych w Chile operach mydlanych takich jak Champaña (1994), Soltero a la medida (1994), El Amor esta de moda (1995), Marrón Glacé, el regreso (1996) czy Eclipse de luna (1997). W roku 1997 występował na scenie w spektaklach: Charley’s Aunt i Nostros. Ellas, y El Duente/Us, Them and the Fairy.
W 1998 roku przeniósł się do Meksyku. Zagrał postać Alexa ‘Reya’ Reyesa w realizowanym w Stanach Zjednoczonych serialu sensacyjnym Telemundo Reyes i Rey (Reyes y Rey, 1998), meksykańskiej wersji serialu ABC Starsky i Hutch. Następnie występował gościnnie w amerykańskich serialach: Baza Pensacola: Skrzydła złota (Pensacola: Wings of Gold, 1999) i Królowa mieczy (Queen of Swords, 2000-2001). Rola asystenta sędziego Andrésa Diaza w serialu kryminalnym CBS Sprawy rodzinne (Family Law, 1999-2000) przyniosła mu w roku 2000 nominację do nagrody American Latino Media Arts.
Po raz pierwszy na kinowym ekranie wystąpił w roli Memo Moreno – kierowcy najszybszych samochodów na świecie w dramacie sensacyjnym Wyścig (Driven, 2001) u boku Sylvestra Stallone i Burta Reynoldsa. Za rolę detektywa Matta w filmie Minimalna wiedza (Minimal Knowledge, 2002) został uhonorowany nagrodą Individual Achievement na Międzynarodowym Festiwalu Filmowym w Ajijic w Meksyku.
W serialu kryminalnym CBS CSI: Kryminalne zagadki Miami (CSI: Miami, 2003-2004) wystąpił w roli Sama Belmontesa. W serialu ABC Brzydula Betty (Ugly Betty, 2007) pojawił się jako Brazylijczyk Rodrigo Veloso.
28 maja 2008 roku zajął trzecie miejsce z Cheryl Burke w szóstym sezonie programu ABC Dancing with the Stars.
Trafi na okładkę magazynów People (listopad 2008), Cosmopolitan (październik 2012) i Men’s Health (październik 2015).
Spotykał się z Francisca García-Huidobro (1997-1999), Izabellą Miko (2002) i Karyme Lozano (2006-2007). W 2001 roku związał się z aktorką Angélicą Castro, z którą ożenił się 5 stycznia 2002 roku. Mają córkę Laurę (ur. 30 września 2004).

## Filmografia

### filmy fabularne
| Rok  | Tytuł                                               | Rola                  | Reżyser                       |
| ---- | --------------------------------------------------- | --------------------- | ----------------------------- |
| 2001 | Wyścig (Driven)                                     | Memo Heguy            | Renny Harlin                  |
| 2002 | Minimal Knowledge                                   | Matt Gallagher        | Gregory J. Corrado            |
| 2002 | Łowcy wampirów: Los Muertos (Vampires: Los Muertos) | ks. Rodrigo           | Tommy Lee Wallace             |
| 2003 | Phil at the Gate (TV)                               |                       | Jeff Melman                   |
| 2003 | Sekcja 8. (Basic)                                   | Castro                | John McTiernan                |
| 2003 | El Nominado                                         | Rodrigo               | Nacho Argiro, Gabriel Lopez   |
| 2004 | Niewierność (Infidelity, TV)                        | Miguel                | Harry Winer                   |
| 2005 | Był sobie ślub (Once Upon a Wedding)                | Manolo                | Matia Karrell                 |
| 2005 | Sueño – marzenia (Sueño)                            | dr Lopez              | Renée Chabria                 |
| 2009 | Dawson Isla 10                                      | Teniente Labarca      | Miguel Littin                 |
| 2012 | ¿Alguien ha visto a Lupita?                         | Maxi                  | Gonzalo Justiniano            |
| 2013 | 7 Años de Matrimonio                                | Bernardo              | Joel Núñez                    |
| 2014 | Historias de Lavapiés                               | profesor              | Ramon Luque                   |
| 2015 | Enamorándome de Abril                               | Leo                   | Joel Núñez                    |
| 2017 | Condorito: La Película                              | Pepe Cortisona (głos) | Alex Orrelle, Eduardo Schuldt |

### produkcje telewizyjne
| Rok       | Tytuł                                                     | Rola                               |
| --------- | --------------------------------------------------------- | ---------------------------------- |
| 1994      | Soltero a la medida                                       | Ramiro Pérez Candia                |
| 1994      | Champaña                                                  | Tadeo Mc Millan                    |
| 1995      | El amor esta de moda                                      | Lucas Correa                       |
| 1996      | Marrón Glacé, el regreso                                  | Blas                               |
| 1996      | Viva el lunes                                             | Blas                               |
| 1997      | Eclipse de luna                                           | Román Celis                        |
| 1998      | Reyes y Rey                                               | Alex ‘Rey’ Reyes                   |
| 1999      | Baza Pensacola: Skrzydła złota (Pensacola: Wings of Gold) | sierżant Dominguez                 |
| 1999-2001 | Sprawy rodzinne (Family Law)                              | Andres Diaz                        |
| 2000      | Królowa miecza (Queen of Swords)                          | Antonio                            |
| 2002-2003 | Co się dzieje w Hidden Hills? (Hidden Hills)              | Manolo                             |
| 2003      | Hope i Faith (Hope & Faith)                               | Paolo                              |
| 2004      | Raport o zagrożeniach (Threat Matrix)                     | agent specjalny Wilmar Sanchez     |
| 2003-2004 | CSI: Kryminalne zagadki Miami (CSI: Miami)                | Sam Belmontes                      |
| 2004      | Eve                                                       | dr Anderson                        |
| 2005      | Marzenia nic nie kosztują (Soñar no cuesta nada)          | Felipe Reyes Retana                |
| 2005-2006 | One on One                                                | Andrew                             |
| 2006      | Nasza klasa (The Class)                                   | Aaron                              |
| 2007      | Brzydula Betty (Ugly Betty)                               | Brazylijczyk Rodrigo Veloso        |
| 2007      | Como ama una mujer                                        | Andres                             |
| 2007      | Świry (Psych)                                             | Zapato Dulce                       |
| 2008      | Fuego en la sangre                                        | Damián                             |
| 2008-2012 | Bez powrotu (In Plain Sight)                              | Raphael Ramirez                    |
| 2009      | Bracia i siostry (Brothers & Sisters)                     | Cal                                |
| 2009      | ¡Viva el sueño!                                           | gospodarz                          |
| 2009-2010 | Dzikie serce (Corazón salvaje)                            | Renato Vidal Montes de Oca         |
| 2010-2011 | Prywatna praktyka (Private Practice)                      | dr Eric Rodriguez                  |
| 2011      | Miłość w wielkim mieście (Love Bites)                     | Marcelo                            |
| 2011      | The Nine Lives of Chloe King                              | Frank Cabrera                      |
| 2011      | Uciekinierzy (Runaway)                                    | Ignacio Córdova                    |
| 2011      | Przystań (Haven)                                          | Cornell Stamoran                   |
| 2012      | Maldita                                                   | Ignacio Echaurren                  |
| 2012      | Nieposkromiona miłość (Amor Bravío)                       | Daniel Díaz Acosta / Andres Duarte |
| 2013-2014 | Quiero amarte                                             | Maximiliano                        |
| 2014      | Bananowy doktor (Royal Pains)                             | Tobias                             |
| 2015      | Pokojówki z Beverly Hills (Devious Maids)                 | Ernesto Falta                      |
| 2016      | Sueño de amor                                             | Ricardo Alegría                    |
| 2018      | Fly                                                       | kpt. Javier Estrada                |